# Fouke (Arkansas)
Fouke es una ciudad ubicada en el condado de Miller en el estado estadounidense de Arkansas. En el Censo de 2010 tenía una población de 859 habitantes y una densidad poblacional de 320,76 personas por km².

## Geografía
Fouke se encuentra ubicada en las coordenadas 33°15′40″N 93°53′11″O / 33.26111, -93.88639. Según la Oficina del Censo de los Estados Unidos, Fouke tiene una superficie total de 2.68 km², de la cual 2.68 km² corresponden a tierra firme y (0%) 0 km² es agua.

## Demografía
Según el censo de 2010, había 859 personas residiendo en Fouke. La densidad de población era de 320,76 hab./km². De los 859 habitantes, Fouke estaba compuesto por el 96.51% blancos, el 0.12% eran afroamericanos, el 1.75% eran amerindios, el 0% eran asiáticos, el 0% eran isleños del Pacífico, el 0.47% eran de otras razas y el 1.16% pertenecían a dos o más razas. Del total de la población el 1.63% eran hispanos o latinos de cualquier raza.